# هيلمار دالبيرغ
هيلمار دالبيرغ هو عداء مراثوني سويدي، ولد في 4 نوفمبر 1886 في ستوكهولم في السويد، وتوفي في 5 مارس 1962.

## وصلات خارجية
- هيلمار دالبيرغ على موقع أوليمبيديا (الإنجليزية)
- هيلمار دالبيرغ على موقع اللجنة الأولمبية السويدية (السويدية)